# Basilique hispano-américaine de Notre-Dame de la Miséricorde de Madrid
La basilique hispano-américaine de Notre-Dame de la Miséricorde (en espagnol Basílica Hispanoamericana de Nuestra Señora de la Merced) est située dans le district de Tetuán de la ville de Madrid, capitale de l'Espagne.
C'est l'une des six basiliques de Madrid.

## Historique
La construction a commencé en 1949 et l'édifice a été inauguré en 1965.
Les architectes sont Francisco Javier Sáenz de Oiza et Luis Laorga dont les plans ont remporté à l'unanimité le concours organisé pour la construction de la basilique.
L'exécution de la basilique construite en pierre et en blocs de béton, a été longue et pénible. Elle a été paralysée pendant de longues périodes, certains des plans  ont été modifiées et les travaux dureront 16 ans. Finalement, Oiza et Laorga, qui en plus de travailler ensemble étaient amis, finirent aussi par avoir des problèmes entre eux, ils se séparèrent.
Un des nombreux changements aux plans originaux, requis pour des raisons économiques était le toit. Les arcs en béton prévus ont été remplacés par une structure métallique visible de l'intérieur et qui est devenue l'une des singularités de l'église.
Des deux côtés de la nef se trouvent les chapelles, dédiées à certains pays hispano-américains.
Sous la nef de l'église se trouve la crypte et derrière le temple, derrière l'abside, la maison paroissiale et un couvent ont été construits.

## Dimensions
Les dimensions de l'édifice sont les suivantes :

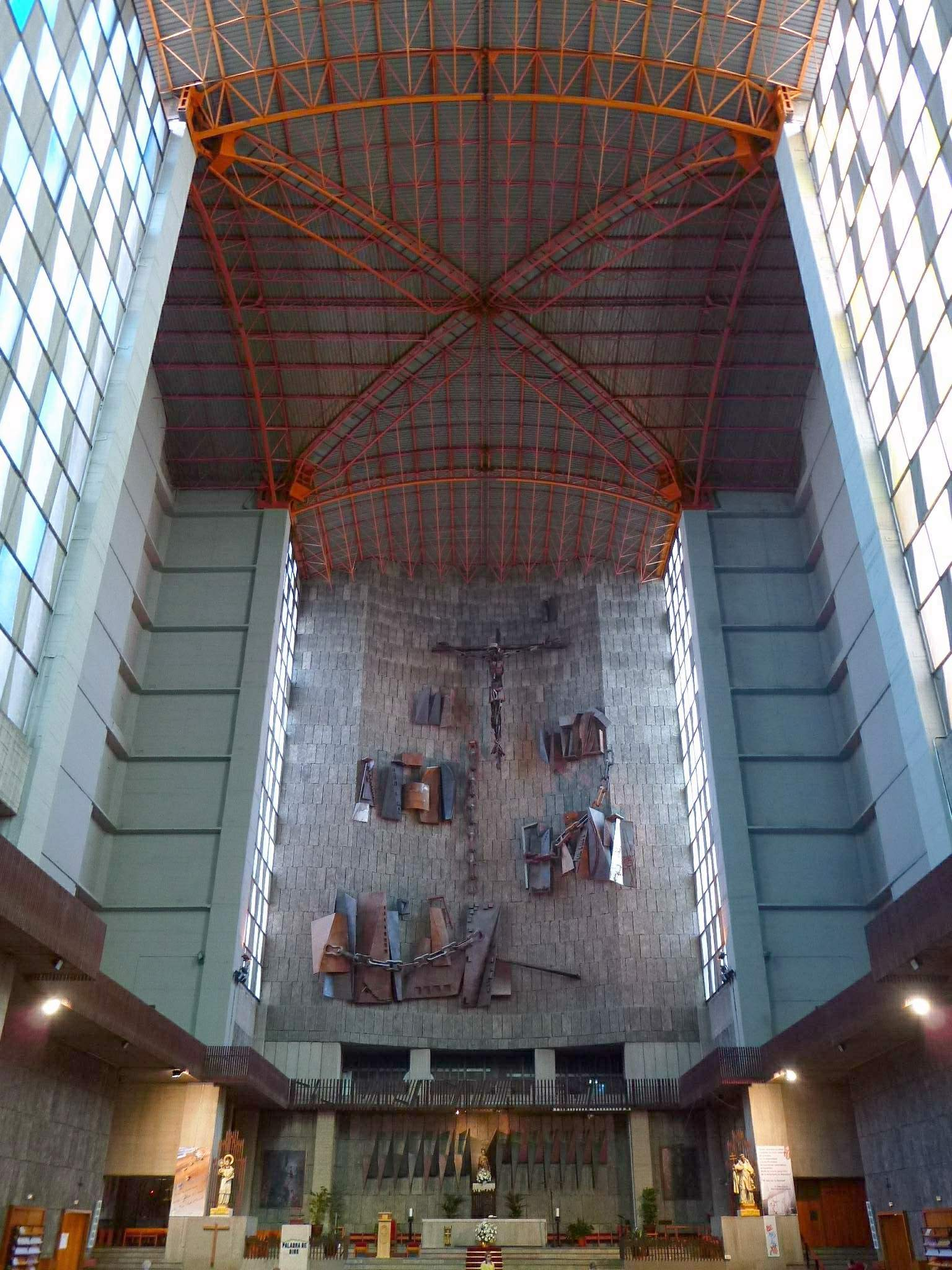
Intérieur de la basilique

- Hauteur intérieure : 25 m
- Longueur totale : 66 m
- Hauteur : 42,5 m
- Largeur : 35 m